# 岭泉白酒
岭泉白酒简称岭泉酒，是吉林长岭县出产的一种白酒，源于1907年当地成立的一家私人烧锅。当地易手后数度改制、易名，1990年代末酒厂破产倒闭，于2007年被当地经营零售的私企长百一商店投资七百万元建厂恢复，并另外投入105万元购置年产两千吨的现代化生产设备。为在激烈的市场竞争中立足，酒厂从其他酿酒企业引进了先进的酿酒工艺，推出的产品于当地受到欢迎并曾获奖。岭泉白酒乃以纯粮为主料，等入选省级非物质文化遗产的酿造技艺酿成的浓香型白酒；为一地方品牌，虽有销至外省黑龙江、河北、山东、辽宁等地，但主要市场在本县当地和松原市、白城、长春等邻近地区。